# Agnès Pannier-Runacher
Agnès Pannier-Runacher (født Agnès Runacher, 19. juni 1974) er en fransk forretningskvinde og politiker for La République En Marche! (LREM), der var energiminister i premierminister Élisabeth Borne regering fra 2022 til 2024. Hun var tidligere statssekretær for økonomi og finanser i premierministrene Édouard Philippe og Jean Castex' regeringer fra 2018 til 2022.
Hun er uddannet fra HEC Paris, Sciences Po og ENA.